# Марчелла (телесериал)
«Марчелла» (англ. Marcella) — британский криминально-детективный сериал, написанный, спродюсированный и снятый Хансом Розенфельдтом, шведским сценаристом и создателем телесериала «Мост».
Сериал впервые был показан по британской сети ITV с 4 апреля по 17 мая 2016 года. После показа эпизоды стали доступны для мировой аудитории через сервис Netflix. Последующие сезоны шли с 19 февраля по 9 апреля 2018 и с 26 января по 2 марта 2021.

## Сюжет
Бывший лондонский детектив Марчелла Бэкленд опустошена разводом — муж уходит от неё и двух детей. Он возглавляет юридический департамент DTG Construction — компании-застройщика, эффективно контролируемой семьёй Гибсонов. Марчелле наносит визит старший детектив из отдела расследования убийств, который ищет информацию о нераскрытом деле 11-летней давности — деле о серийном убийце, который, похоже, снова стал активным. Марчелла решает вернуться к работе, в отдел расследования убийств. Она проникает в мир онлайн знакомств, проституции и узнаёт о сомнительных отношениях работодателей своего мужа, пытаясь при этом спасти свой брак.

## В ролях

### Основные
- Анна Фрил — Марчелла Бэклэнд, сержант-детектив;
- Николас Пиннок — Джейсон Бэклэнд, муж Марчеллы, адвокат (1-2 сезоны);
- Рэй Пантаки — Рав Санха, детектив-инспектор (1-2 сезоны), позже начальник отдела полиции (3 сезон);
- Джейми Бамбер — Тим Уильямсон, детектив-инспектор (1 сезон), позже начальник отдела полиции (2 сезон);
- Джек Дулан — Марк Тревис, детектив-констебль (1-2 сезоны);
- Эшер Флауэрс — Эдвард Бэклэнд, сын Марчеллы и Джейсона (1-2 сезоны);
- Имоджен Файрес — Эмма Бэклэнд, дочь Марчеллы и Джейсона (1-2 сезоны);

### 1 сезон
- Чарли Ковелл — Алекс Диер, детектив-констебль;
- Нина Сосанья — Лаура Портер, начальник отдела полиции;
- Шинед Кьюсак — Сильвия Гибсон;
- Гарри Ллойд — Генри Гибсон;
- Лора Кармайкл — Мэдди Стивенсон;
- Мейв Дермоди — Грейс Гибсон;
- Патрик Балади — Стивен Холмс;
- Стивен Лорд — Стюарт Каллаган;
- Иан Палстон-Дэвис — Питер Каллен;
- Тобиас Зантельман — Янн Холл;
- Флоренс Пью — Кара Томас;
- Бен Кура — Меттью Нейл;
- Эндрю Лансель — Клайв Бонн;

### 2 сезон
- София Браун — детектив-констебль Лиан Хантер;
- Кит Аллен — Алан Саммерс;
- Найджел Плэйнер — Редж Рейнольдс;
- Джейсон Хьюгз — Винс Уитмен;
- Виктория Смарфит — Майя Уитмен;
- Питер Салливан — Фил Докинз;
- Эми Доусон — Нина Филипс (Докинз);
- Джошуа Хердман — Эрик Дэвидсон;
- Харриет Кейнс — Гейл Дэвидсон;
- Виктория Брум — Саша;
- Темзин Маллсон — ЙоЙо;
- Вивьенн Гиббс — доктор Трейси Льюис;
- Эндрю Тирнан — Найджел Стэффорд;

### 3 сезон
- Аарон МакКаскер — Финн Майгуар;
- Аманда Бертон — Катерина Магуайр;
- Хьюго Спир — Фрэнк Янг;
- Мартин МакКанн — Бобби Барретт;
- Келли Гоф — Стейси Барретт;
- Майкл Колган — Рори Магуайр;
- Лоуренс Кинлан — Джек Хили;
- Валери Лиллей — Меган Хили;
- Эмили Флейн — Джесси Хили;
- Юджин О'Харе — детектив-констебль Эдди Лайонс;

## Эпизоды
| Сезон | Серии | Серии | Даты показа (UK) | Даты показа (UK) | Премьера на Netflix | Сумм. число зрителей (в млн.) |
| Сезон | Серии | Серии | Первая серия     | Последняя серия  | Премьера на Netflix | Сумм. число зрителей (в млн.) |
| ----- | ----- | ----- | ---------------- | ---------------- | ------------------- | ----------------------------- |
| 1     | 8     | 8     | 4 апреля 2016    | 17 мая 2016      | 1 июля 2016         | 7.59                          |
| 2     | 8     | 8     | 19 февраля 2018  | 9 апреля 2018    | 9 июня 2018         | 5.12                          |
| 3     | 8     | 8     | 26 января 2021   | 16 марта 2021    | 14 июня 2020        | TBA                           |

| № | Название        | Режиссёр          | Автор сценария                   | Дата премьеры  | Зрители UK (млн) |
| - | --------------- | ----------------- | -------------------------------- | -------------- | ---------------- |
| 1 | «Episode One»   | Чарльз Мартин     | Ханс Розенфельдт                 | 4 апреля 2016  | 9,18             |
| 2 | «Episode Two»   | Чарльз Мартин     | Ханс Розенфельдт                 | 11 апреля 2016 | 8,37             |
| 3 | «Episode Three» | Чарльз Мартин     | Ханс Розенфельдт                 | 18 апреля 2016 | 7,55             |
| 4 | «Episode Four»  | Джонатан Теплицки | Ханс Розенфельдт и Marston Bloom | 25 апреля 2016 | 7,50             |
| 5 | «Episode Five»  | Джонатан Теплицки | Ханс Розенфельдт и Ben Harris    | 2 мая 2016     | 7,15             |
| 6 | «Episode Six»   | Джонатан Теплицки | Ханс Розенфельдт и Mark Greig    | 9 мая 2016     | 7,21             |
| 7 | «Episode Seven» | Henrik Georgsson  | Ханс Розенфельдт                 | 16 мая 2016    | 6,97             |
| 8 | «Episode Eight» | Henrik Georgsson  | Ханс Розенфельдт                 | 17 мая 2016    | 6,80             |